# Lange Stallen
De Lange Stallen is een karakteristiek bouwwerk aan de Keizerstraat in Breda Centrum in Breda uit de tijd dat er veel militaire gebouwen waren in Breda.
De Lange Stallen zijn gebouwd in 1765 en waren een onderdeel van de Chassékazerne. Ze dienden als onderkomen voor de circa 264 cavaleriepaarden.
Het is in 1868 van een tweede verdieping voorzien en ingericht als kazerne, wat goed te zien is in het verschil in metselwerk. In 1980 is het verbouwd tot winkel-kantoorruimten, jongerenhuisvesting en atelierwoningen.
De Lange Stallen staan op de gemeentelijke monumentenlijst.

## Achterterrein, Molsparking
Op het achterterrein, de huidige Molsparking, wordt de uitbreiding van het winkelgebied Achter de Lange Stallen voorbereid. Een deel van het KPN-gebouw Postkantoor Oude Vest en de Lange Stallen worden in het plan geïntegreerd.
In april 2012 waren archeologen aan het werk om de geschiedenis van het achterterrein vast te leggen. Er werden onder meer fundamenten en keldertjes aangetroffen van 17e- en 18e-eeuwse soldatenhuisjes die bij de Lange Stallen hoorden.
Het nieuwe project was geraamd op 170 miljoen euro, en zou bestaan uit 24.000 vierkante meter winkelruimte, 180 appartementen en een parkeerkelder voor 1000 auto's. Begin 2013 zou het terrein op de schop gaan. Volgens het plan zouden eind 2015 de eerste winkels zich hier vestigen. Er werd onderhandeld met De Bijenkorf over een mogelijke vestiging. Architecten hebben tekeningen gemaakt. MAB Development zou het plan ontwikkelen samen met Dura Vermeer Vastgoed. De investeerders zouden Syntrus Achmea en Wonen Breburg zijn. In 2015 werd bekendgemaakt dat het plan niet doorgaat.